# جيف تشيس
جيف تشيس (بالإنجليزية: Jeff Chase)‏ ولد في 17 يناير 1968هوممثل أمريكي  تلفزيوني. ولد تشيس جيفري ل. سنيفن في باترسون، نيو جيرسي ودرس في جامعة فرجينيا الغربية، ولعب كرة القدم الأمريكية من 1986 إلى 1991.

## أفلامه
- فلنصبح رجال شرطة
- تحت القبة (مسلسل)
- ستار تريك إلى الظلام
- روك العصور
- ذا ميكانيك (فيلم 2011)
- ستار تريك (فيلم 2009)
- ديكستر (مسلسل)
- سيدني وايت (فيلم)
- تمريض
- البحرية (فيلم)
- مهمة مستحيلة 3
- بيبر دينيس
- مونالناقل 2 (فيلم)
- إيلياس (مسلسل)
- بونيشر
- الفارس الأسود (فيلم 2001)

## روابط خارجية
- جيف تشيس على موقع IMDb (الإنجليزية)
- جيف تشيس على موقع ألو سيني (الفرنسية)
- جيف تشيس على موقع أول موفي (الإنجليزية)
- جيف تشيس على موقع قاعدة بيانات الأفلام السويدية (السويدية)
- جيف تشيس على موقع قاعدة بيانات الفيلم (الإنجليزية)
- جيف تشيس على موقع كينوبويسك (الروسية)
- Moviefone Entry[وصلة مكسورة]